# カタルーニャ独立への道

カタルーニャ独立への道の地図

カタルーニャ独立への道（カタルーニャどくりつへのみち、カタルーニャ語: Via Catalana cap a la Independència）またはカタルーニャの道は、2013年9月11日のカタルーニャ国民の日に、カタルーニャの独立を求める住民が手を繋いで作った、1989年の「バルトの道」（人間の鎖）に類する街頭デモである。
このデモはカタルーニャ国民会議(ANC)によって組織された。黄色、赤色、青色のカタルーニャ独立旗アスタラーダを掲げて手を繋ぎ合い、480キロに渡って「人間の鎖」を作った。このデモの目的は、カタルーニャの独立の賛否を問う住民選挙の開催を求めることにあり、2014年11月に2014年カタルーニャ独立住民投票として実現している。
スペイン政府カタルーニャ局は参加者数を160万人と推定した。14の非政府組織がこのデモを支持した。北端はフランス領カタルーニャ（北カタルーニャ）のヴァルスピール郡であり、南端はカタルーニャ州最南端部のタラゴナ県ムンシアーである。古代の道路であるアウグスタ街道に沿って参加者が並んだ。カタルーニャ国民会議のカルマ・フルカデイ代表によると、このデモは「国家主権を達成するためのカタルーニャ人の団結の象徴」であるという。

## 経過

### 背景

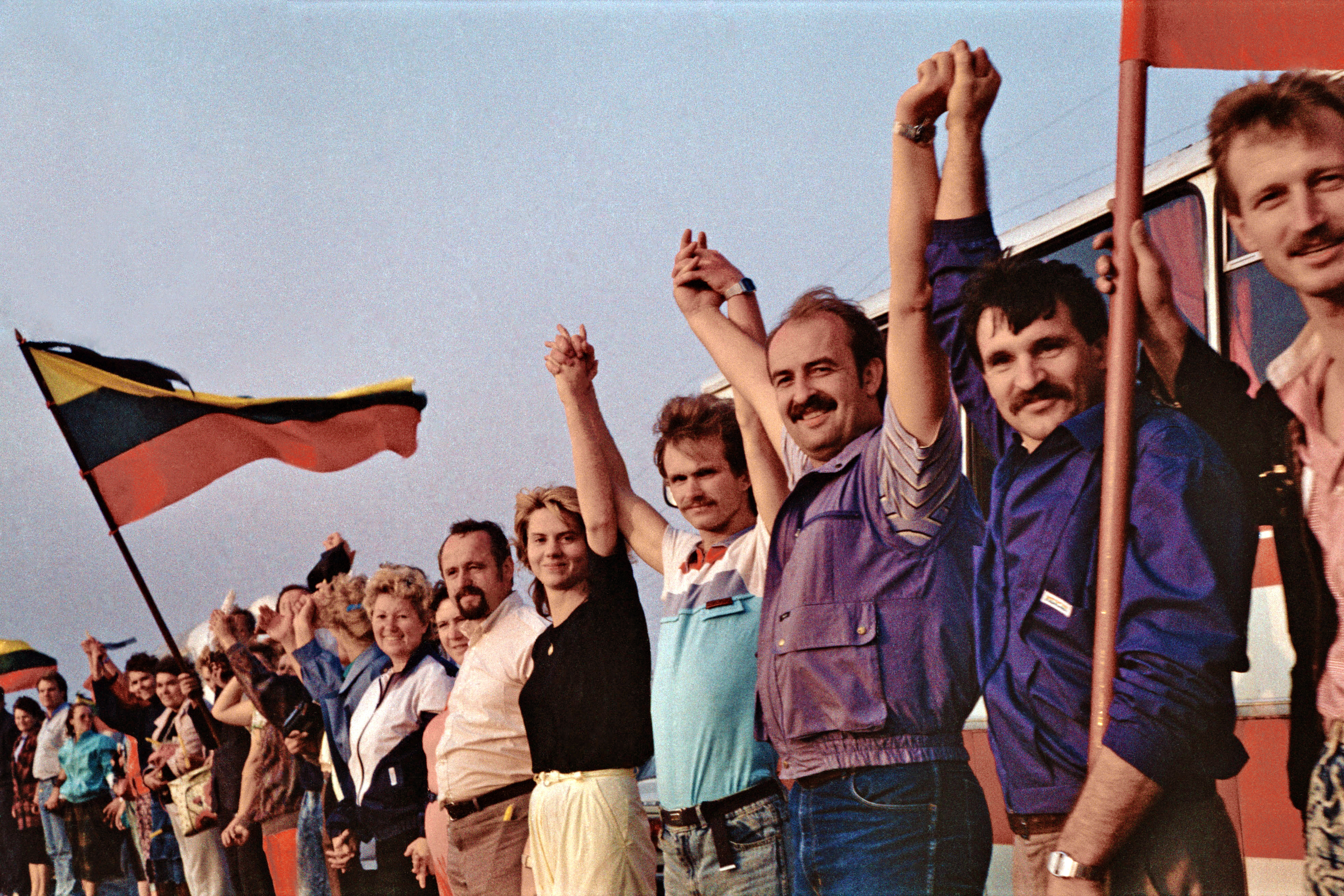
1989年のバルトの道

#### 「バルトの道」(1989)
1989年8月23日、エストニア、ラトビア、リトアニアのバルト三国で「バルトの道」（人間の鎖）が組織された。この「バルトの道」は、ソビエト連邦からの独立を支持する住民が3か国の首都を600km以上に渡って繋いだものである。1991年8月19日のソ連8月クーデター後、バルト三国は1991年9月に独立を達成した。「バルトの道」のスローガンは「A common European home can only [be] set up if all European nations are granted a free right to self-determination」だった。

#### カタルーニャ独立運動(2010-2012)
スペイン国家におけるカタルーニャ州の自治権の制限に抗議して、2010年7月10日にはバルセロナ中心部で2010年カタルーニャ自治抗議と呼ばれる街頭デモが行われた。このデモは特に、カタルーニャ州住民の73.9%が支持した2006年カタルーニャ自治憲章に対してスペイン高等裁判所が違憲判決を下したことに対する抗議だった。デモの参加者数は地元警察によると110万人であり、主催者によると150万人である。マドリードに拠点を置くエル・パイス紙はデモの参加者数を425,000人と推定している。
2009年9月13日から2011年4月にかけて、カタルーニャ州の数百の自治体で独立に向けた意識調査が行われ、それらの調査では独立に賛成する投票が圧倒的多数だった。2012年にはカタルーニャ国民会議(ANC)が「カタルーニャ、ヨーロッパの新国家」をスローガンとして2012年カタルーニャ独立デモを主催し、カタルーニャは欧州連合(EU)内部の独立国家となるべきであると主張した。2012年のデモの参加者数はバルセロナ市警察と内務省カタルーニャ代表団によると約150万人、主催者によると約200万人、スペイン政府カタルーニャ局によると約60万人だった。

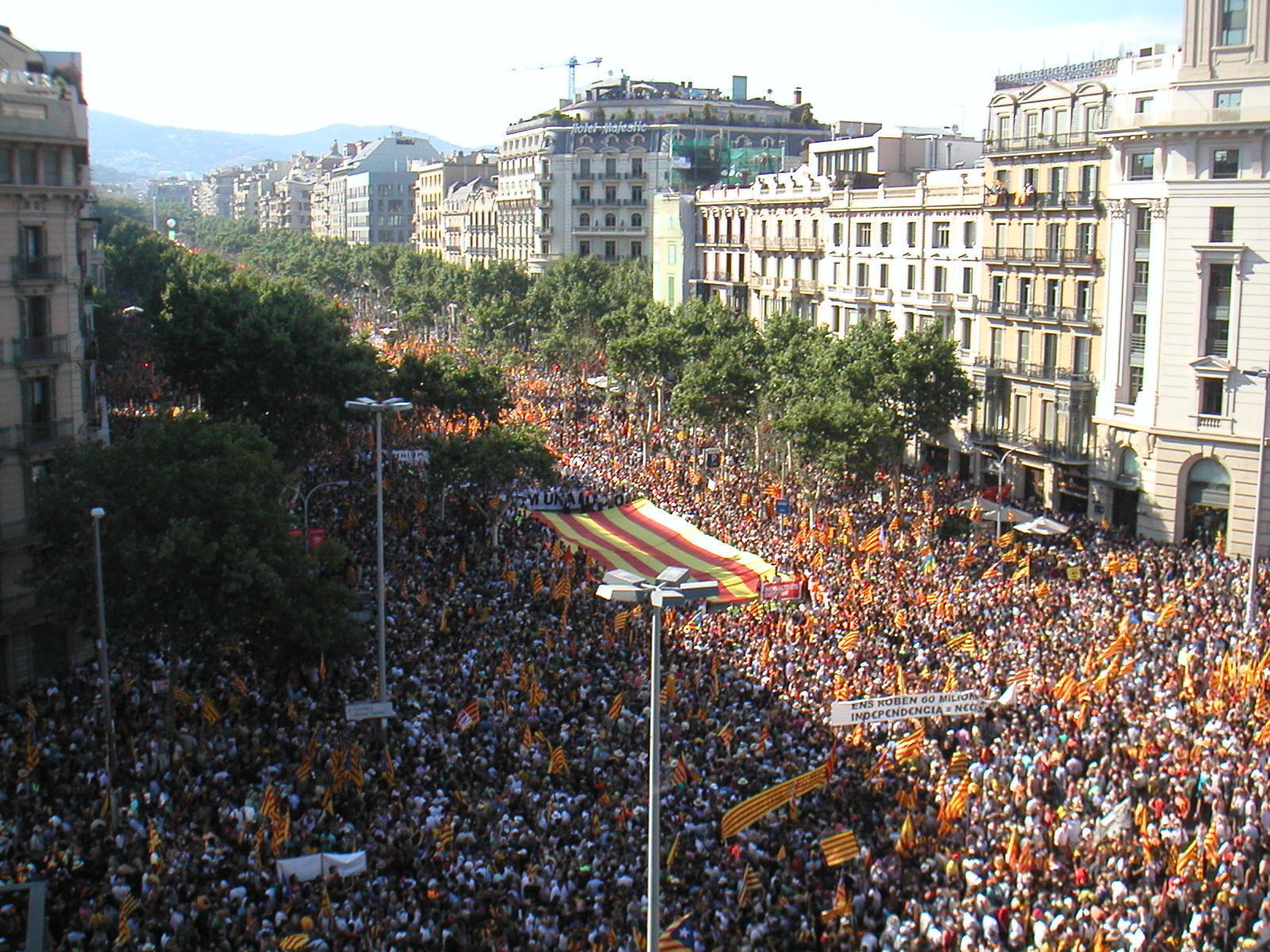
2010年カタルーニャ自治抗議
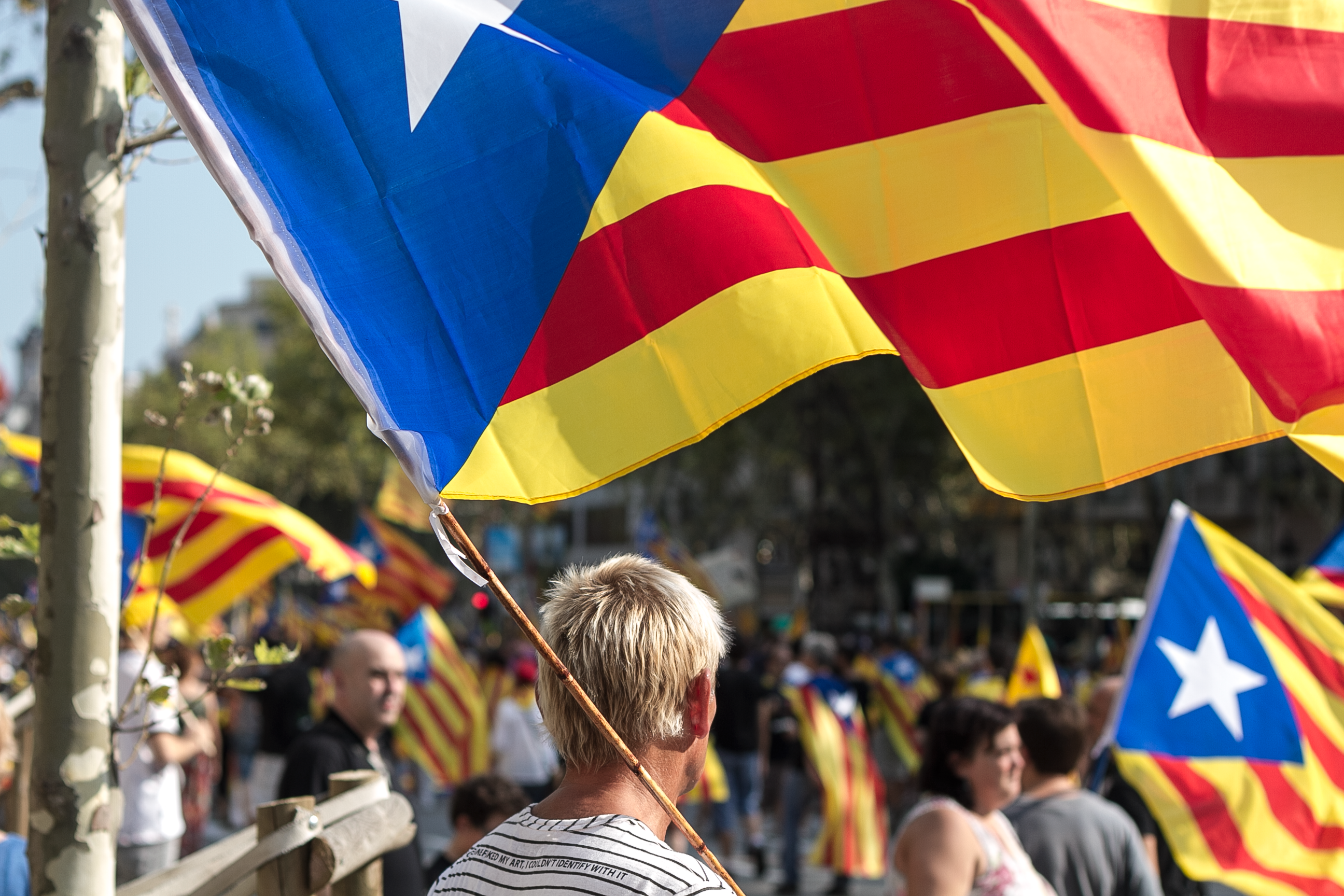
2012年カタルーニャ独立デモ

#### 各政党のデモに対する態度
| 政党                                     | 2012   | 2013   |
| ---------------------------------------- | ------ | ------ |
| カタルーニャ民主集中(CDC)                | 支持   | 支持   |
| カタルーニャ民主連合(UDC)                | 支持   | 不支持 |
| カタルーニャ共和主義左翼(ERC)            | 支持   | 支持   |
| カタルーニャ社会党(PSC)                  | 不支持 | 不支持 |
| カタルーニャ国民党(PP)                   | 不支持 | 不支持 |
| カタルーニャ緑のイニシアティブ(ICV-EUiA) | 支持   | 不支持 |
| シウダダノス(C's)                        | 不支持 | 不支持 |
| 人民統一候補(CUP)                        | 不支持 | 支持   |

### 組織化

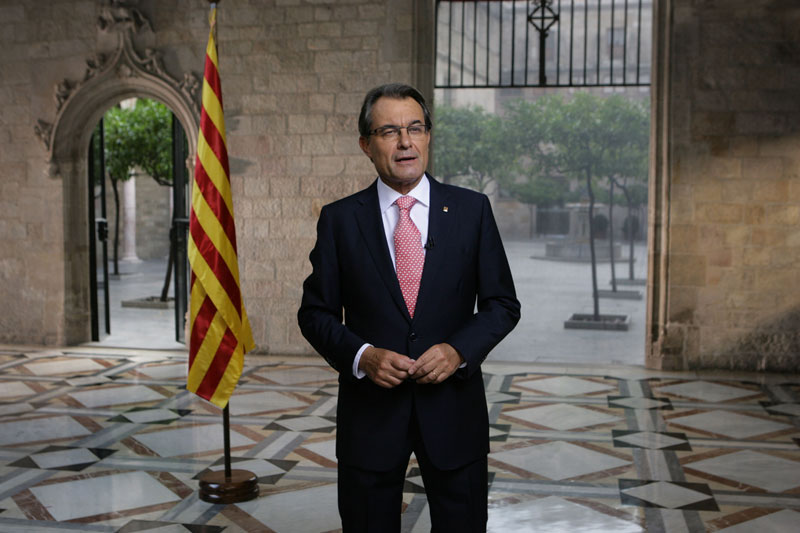
開催前には慎重な姿勢を崩さなかったカタルーニャ州政府のマス首相

2013年6月19日、カタルーニャ歴史博物館で初めて「カタルーニャの道」の計画が明らかにされた。1989年の「バルトの道」の組織者であるHenn KaritsとÜlo Laanojaも、カタルーニャでのデモの発表会見に出席した。7月4日、カタルーニャ国民会議はウェブサイトで参加登録を開始した。最初の24時間に22,000人が登録し、最初の1週間に78,000人が登録した。登録開始から9日後の7月12日には登録者数が10万人を越え、7月30日には25万人を越えた。イベントが開催される3週間前には、35万人以上がすでに登録を済ませていた。しかし、組織者はカタルーニャ南部をカバーする参加者が足りないという問題を抱えていた。開催9日前の9月2日時点では、参加者が低密度となる地域がなくなり、人間の鎖の成功が保証された。2013年夏季にはカタルーニャのいくつかの都市で何度かリハーサルが行われた。

### 政党の反応
カタルーニャ民主集中(CDC)、カタルーニャ共和主義左翼(ERC)、人民統一候補(CUP)は、「カタルーニャの道」を政党として支持し、さらにデモに参加することを発表した。一方で、カタルーニャ社会党(PSC)、カタルーニャ国民党(PPC)、シウダダノス(C's)はこのデモに反対した。カタルーニャ緑のイニシアティブ(ICV)は党員に対して、市民団体プロセス・コンスティトゥエントが組織する人間の鎖に参加して貯蓄銀行ラ・カイシャを取り囲むことを求めた。
カタルーニャ州首相のアルトゥール・マスとカタルーニャ州議会議長のヌリア・ダ・ヒスペルトは、「制度的な理由」によって参加しないことを決定した。とはいうものの、両者は「カタルーニャの道」の参加者を激励し、9月11日には人間の鎖の組織者に会うだろうと述べた。

### デモの内容

人間の鎖の経路

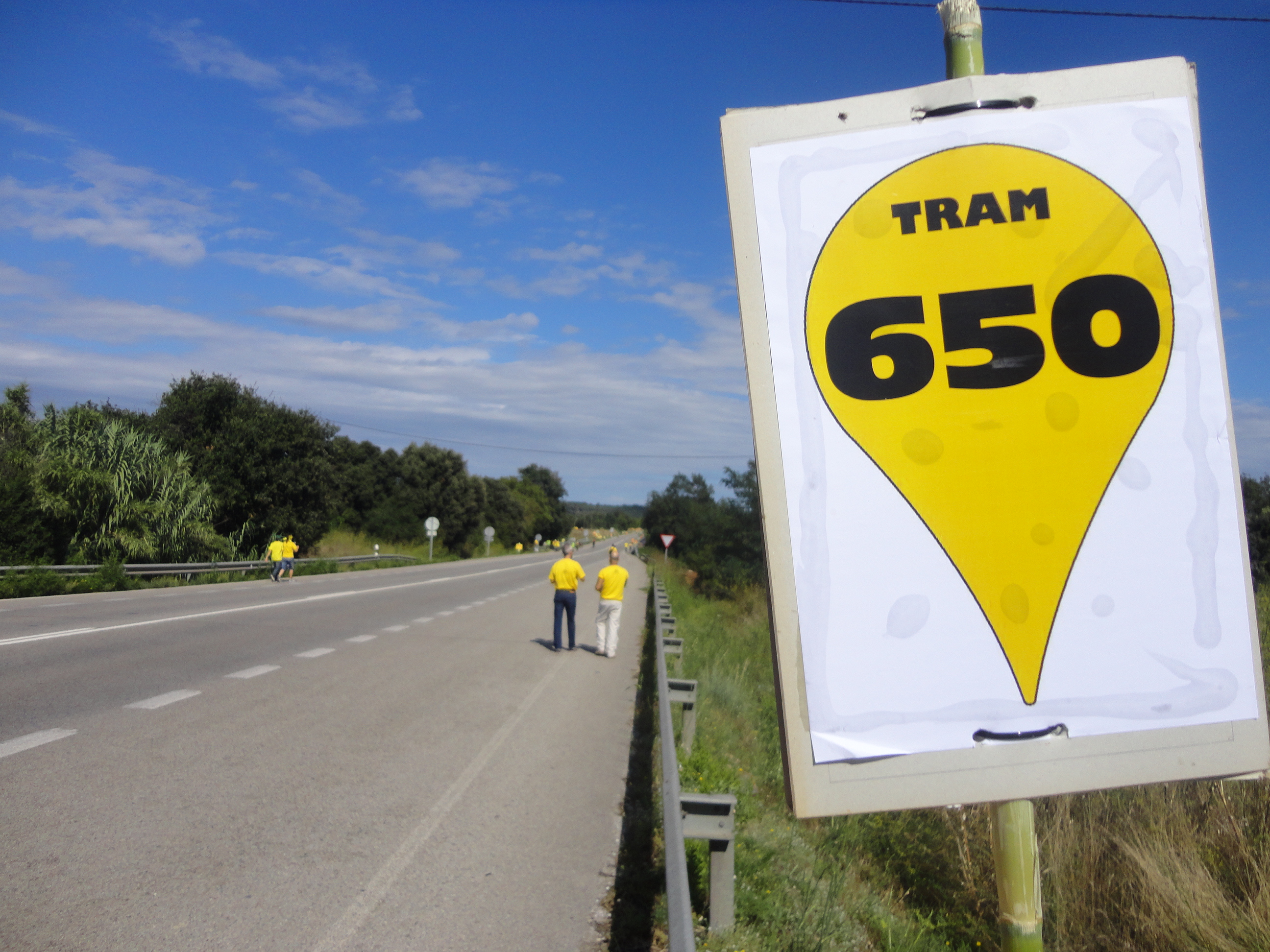
ポントスに設けられたセクション650の開始地点

#### 本線
組織者は約1,500台のバスを動員に使用し、約30,000人のボランティアがイベントに実施に携わった。午前中には雨が降っていたものの、毎年9月11日のカタルーニャ国民の日と同じようにバルセロナ中心部などで記念式典が開催された。人々の熱気に押されるかのように、午後には天候が回復した。「カタルーニャの道」は古代の道路であるアウグスタ街道に沿う86自治体の協力で行われた。バルセロナでは、ディアグナル通り、サン・ジャウマ広場、アシャンプラ区など、いくつかの主要な通りに沿って住民が並んだ。カタルーニャの自治が奪われた1714年に因んで、デモ参加者は17時14分に一斉に手をつないだ。
- ル・ペルテュ、ラ・ジュンケーラ、ポント・ダ・ムリンス、フィゲラス、サンタ・リュガイア・ダルゲーマ、バスカラ、ウリオルス、サルビアー・ダ・テール、サン・ジュリアー・ダ・ラミス、ジローナ（ジローナ県都）、フルネルス・ダ・ラ・セルバ、リウダリョッツ・ダ・ラ・セルバ、トゥルデラ、ピネーダ・ダ・マール、カレーリャ、サン・ポル・ダ・マール、カネット・ダ・マール、アレニス・ダ・マール、カルダス・ダストラック、サン・ビセンス・ダ・ムンタルト、サン・アンドレウ・ダ・リャバネレス、マタロー、ビラサール・ダ・マール、プラミアー・ダ・マール、アル・マズノウ、ムンガット、バダロナ、サン・アドリアー・ダ・バゾス、バルセロナ（カタルーニャ州都・バルセロナ県都）、ルスピタレート・ダ・リュブラガート、アスプルガズ・ダ・リュブラガット、サン・ジュスト・ダスベルン、サン・ファリウ・ダ・リュブラガット、ムリンス・ダ・レイ、サン・ビセンス・ダルス・オルツ、サルバリョー、バリラナ、オルダル、カンタリョプス、サン・クガ・サスガリーガス、ウレルドゥラ、ビラフランカ・ダル・パナデス、サン・マルガリーダ・イ・アルス・モンホス、ラ・ラーピタ、ラルボック、カステリェット・イ・ラ・ゴルナル、ベルベイ、アル・バンドレイ、ローダ・ダ・バラー、クレシェイ、クララ、トラダンバーラ、アルタフーリャ、タラゴナ（タラゴナ県都）、レウス、リウドムス、ムンブリオー・ダル・カム、ムン＝ロッチ・ダル・カム、ルスピタレット・ダ・リンファン、ラメッリャ・ダ・マール、アル・ペレリョー、ランポーリャ、カマルラス、ラルデア、アンポスタ、サン・カルラス・ダ・ラ・ラーピタ、アルカナー[31]

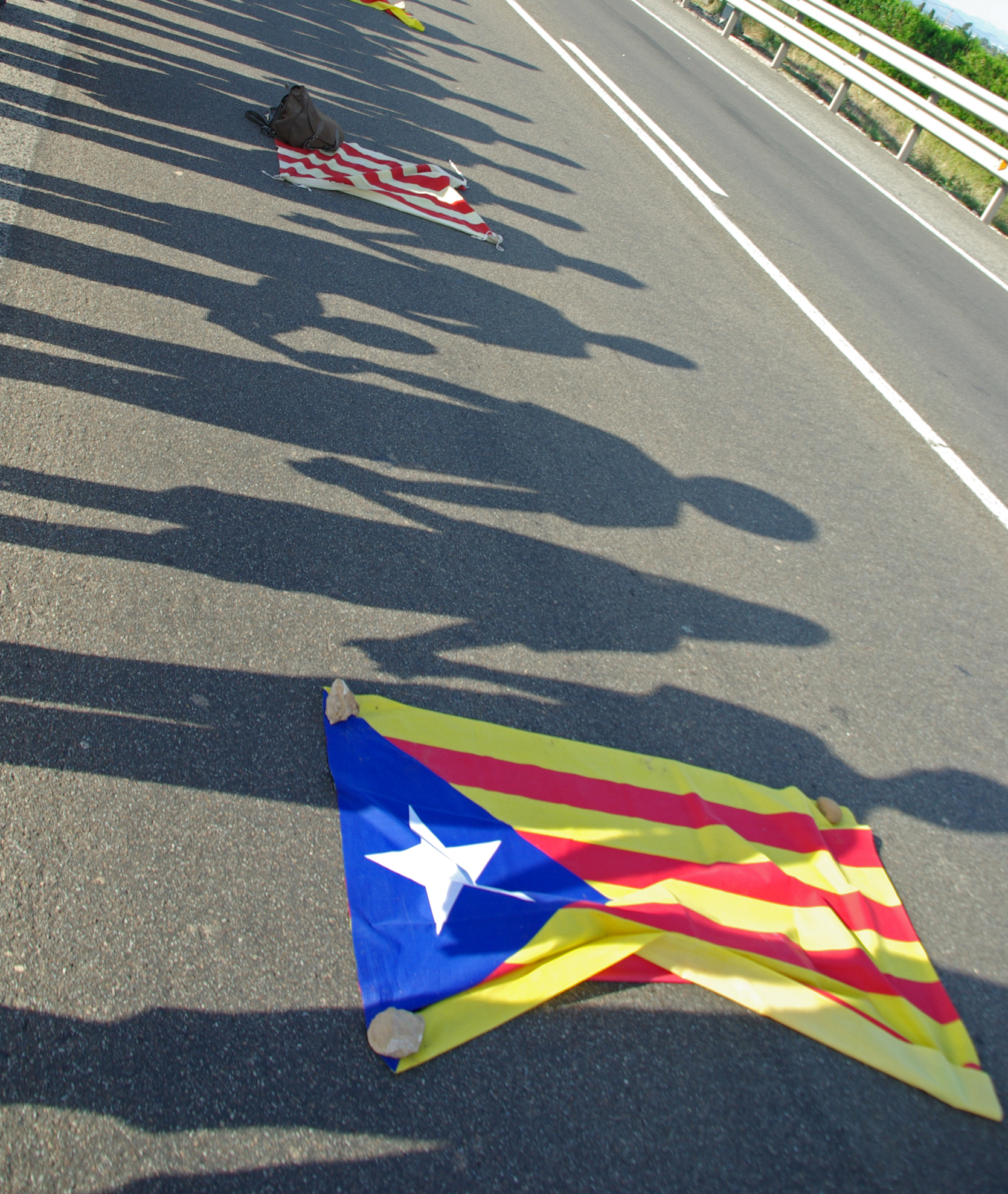
サン・カルラス・ダ・ラ・ラーピタ
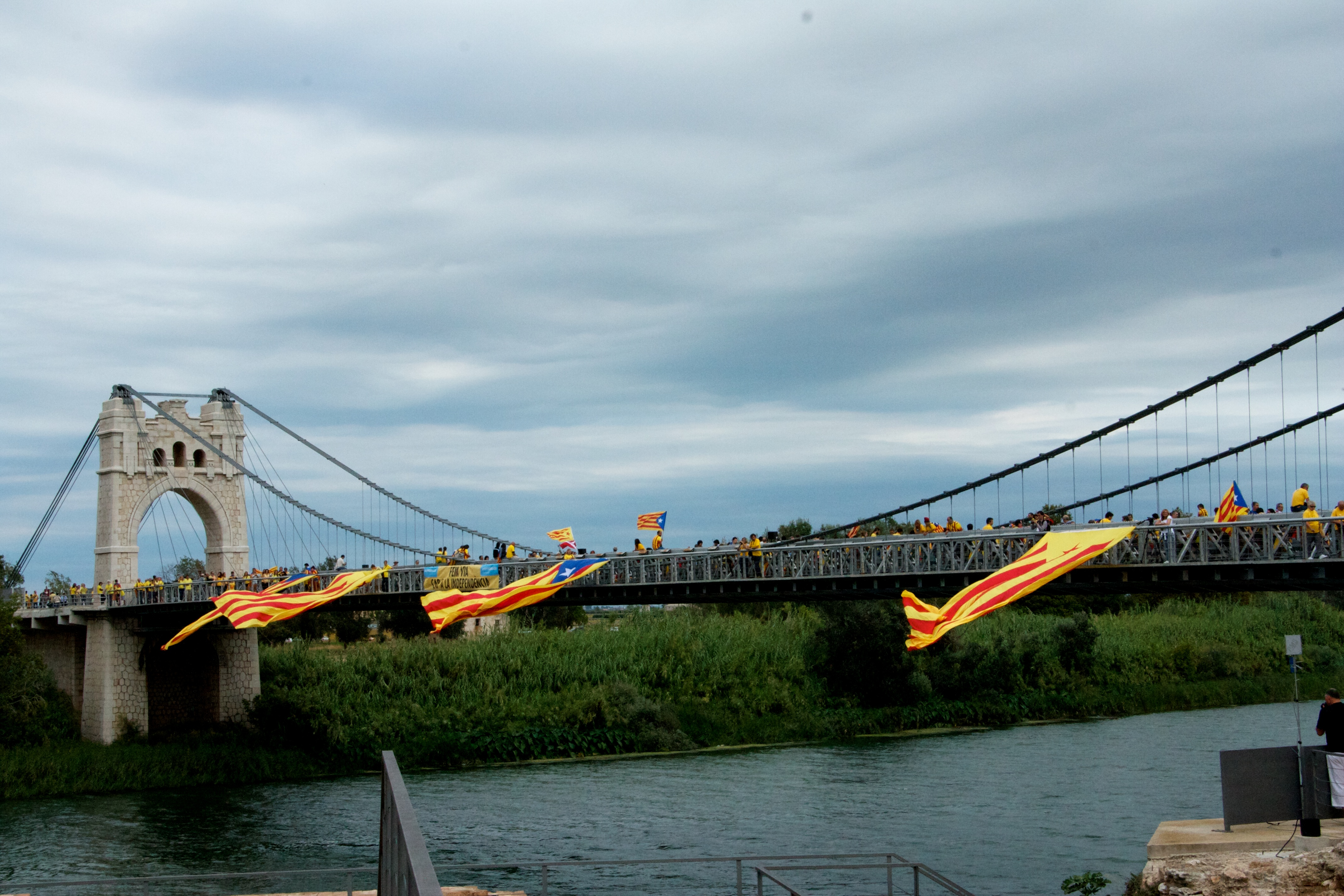
アンポスタ
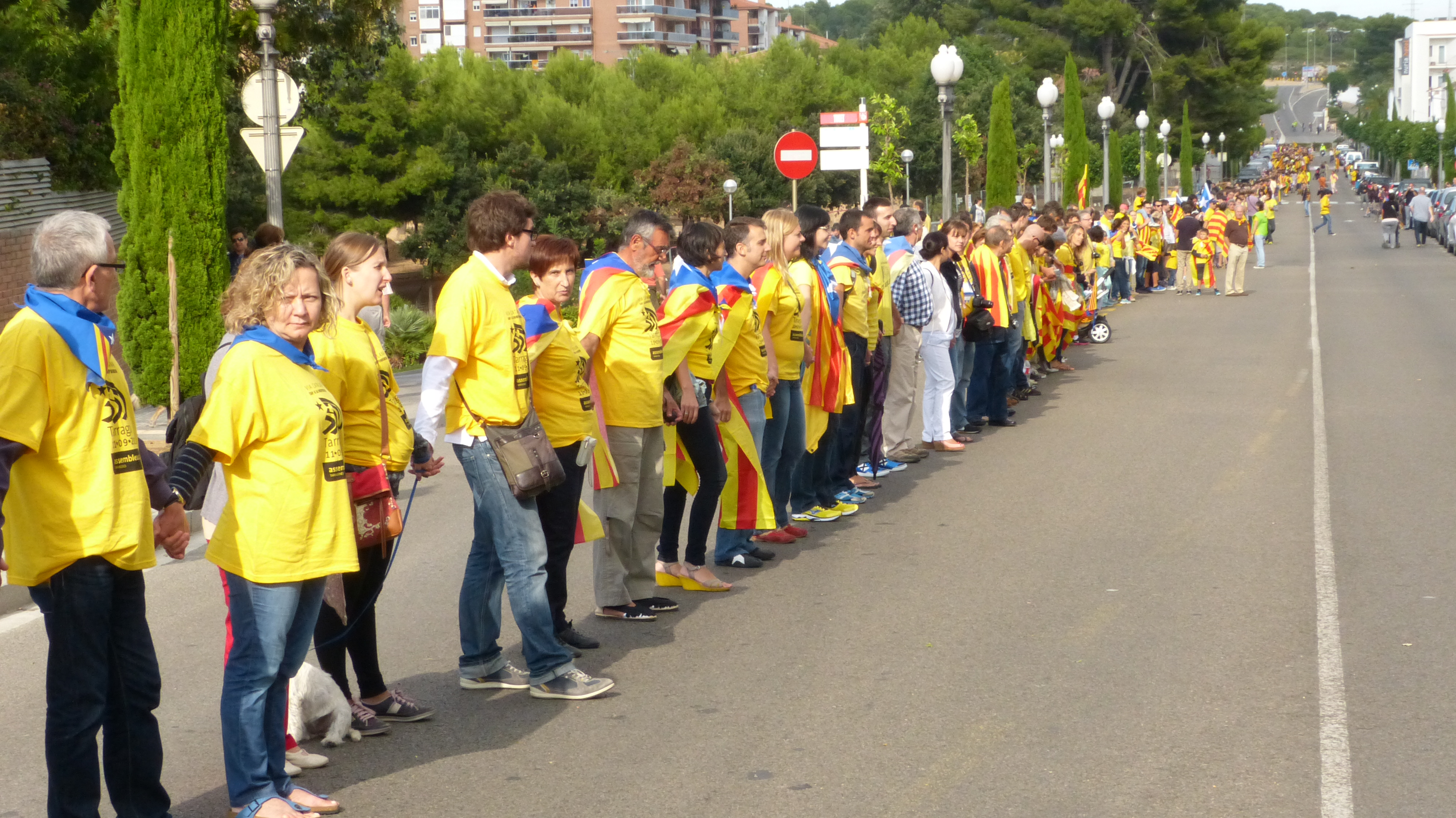
タラゴナ県タラゴナ
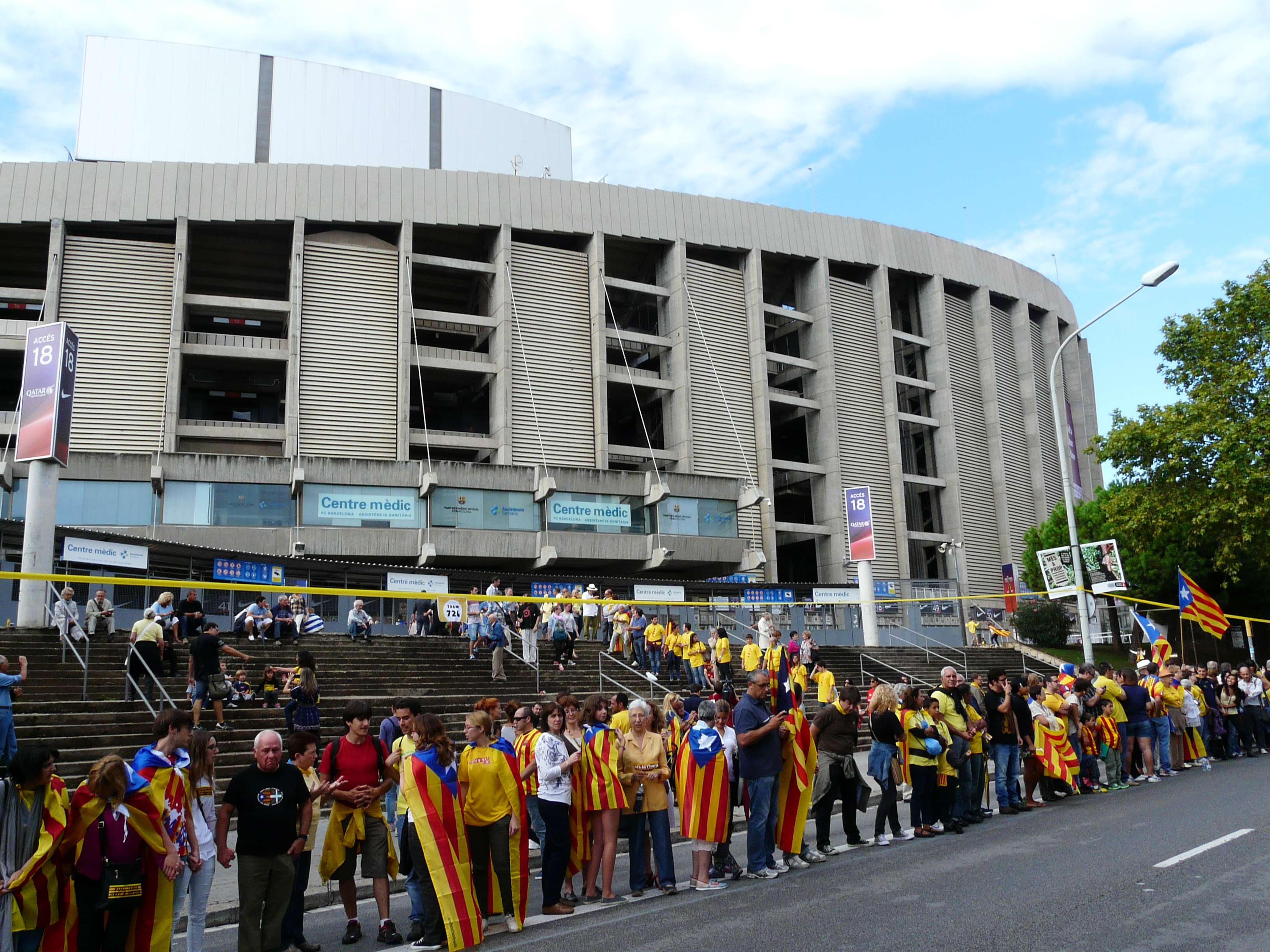
バルセロナのカンプ・ノウ周辺
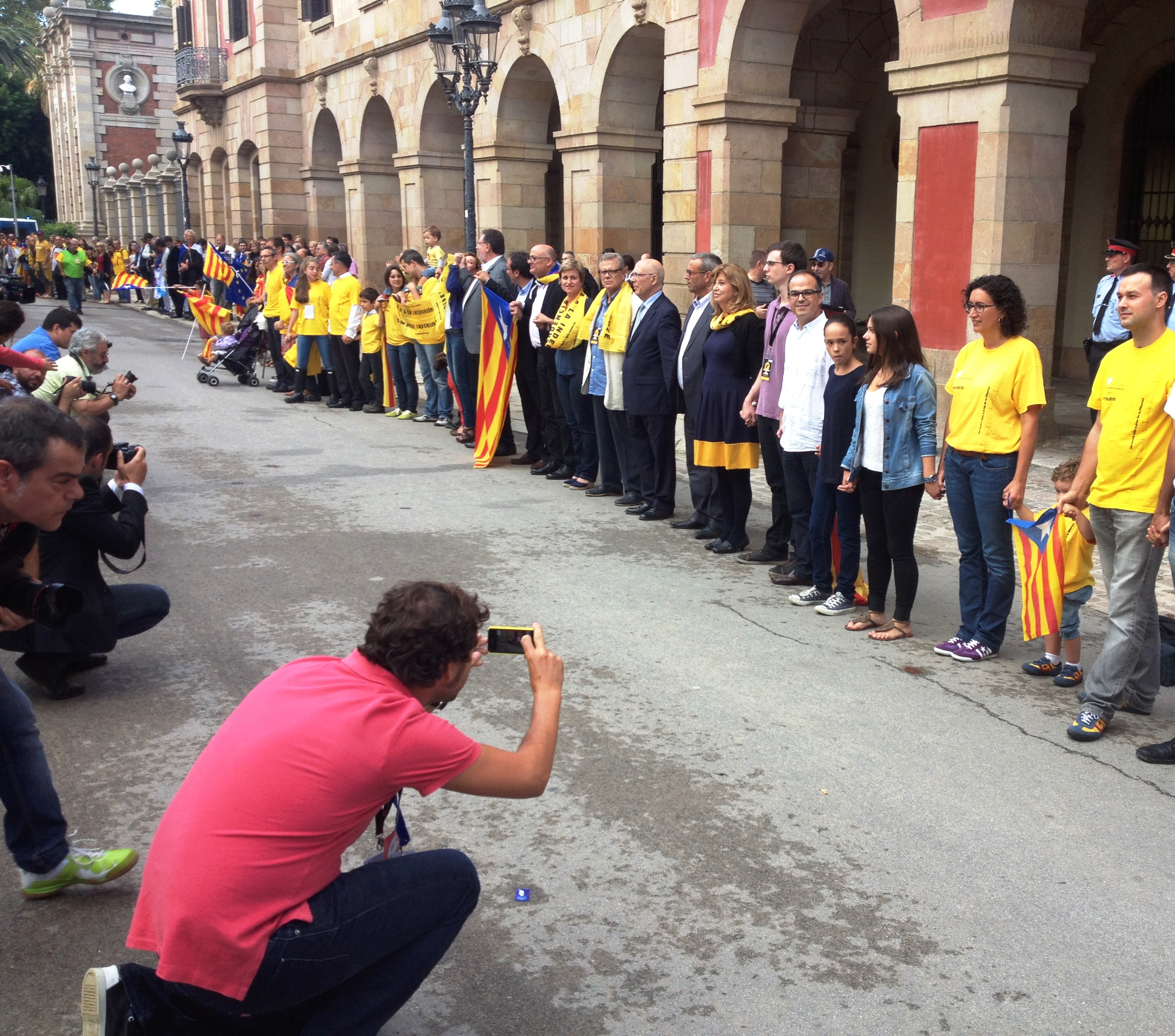
バルセロナのカタルーニャ州議会議事堂周辺
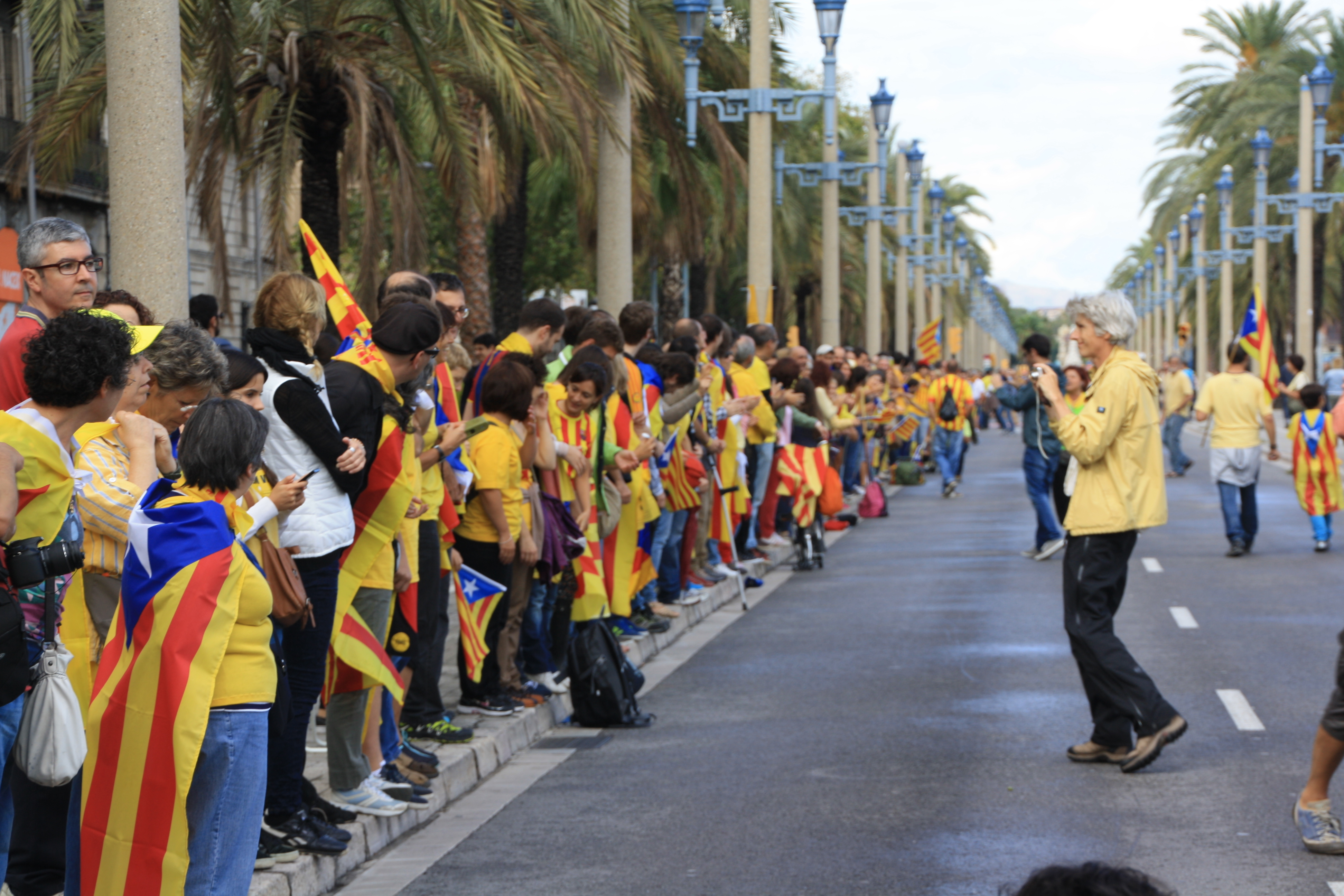
バルセロナのコロン通り
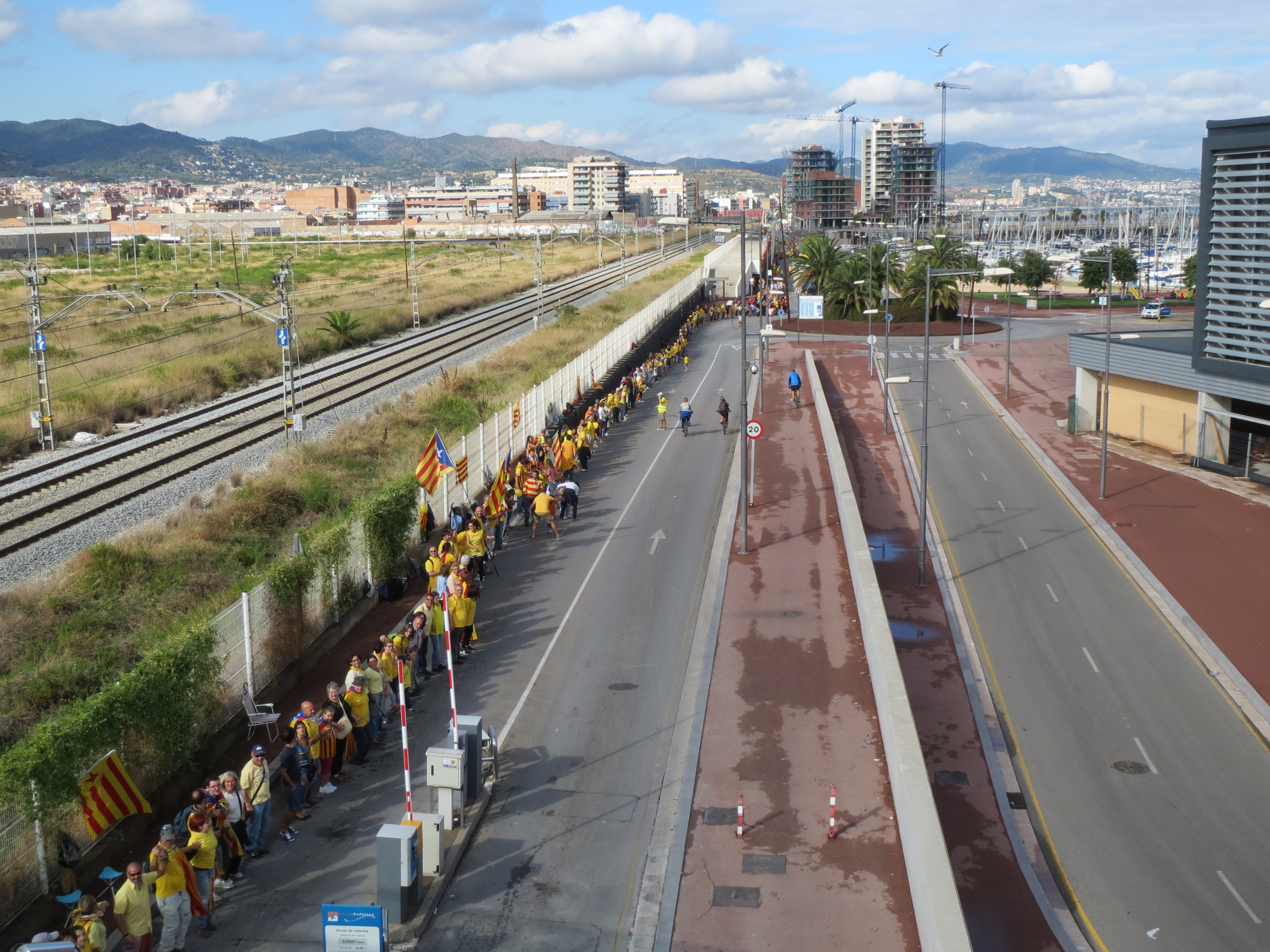
バダロナ
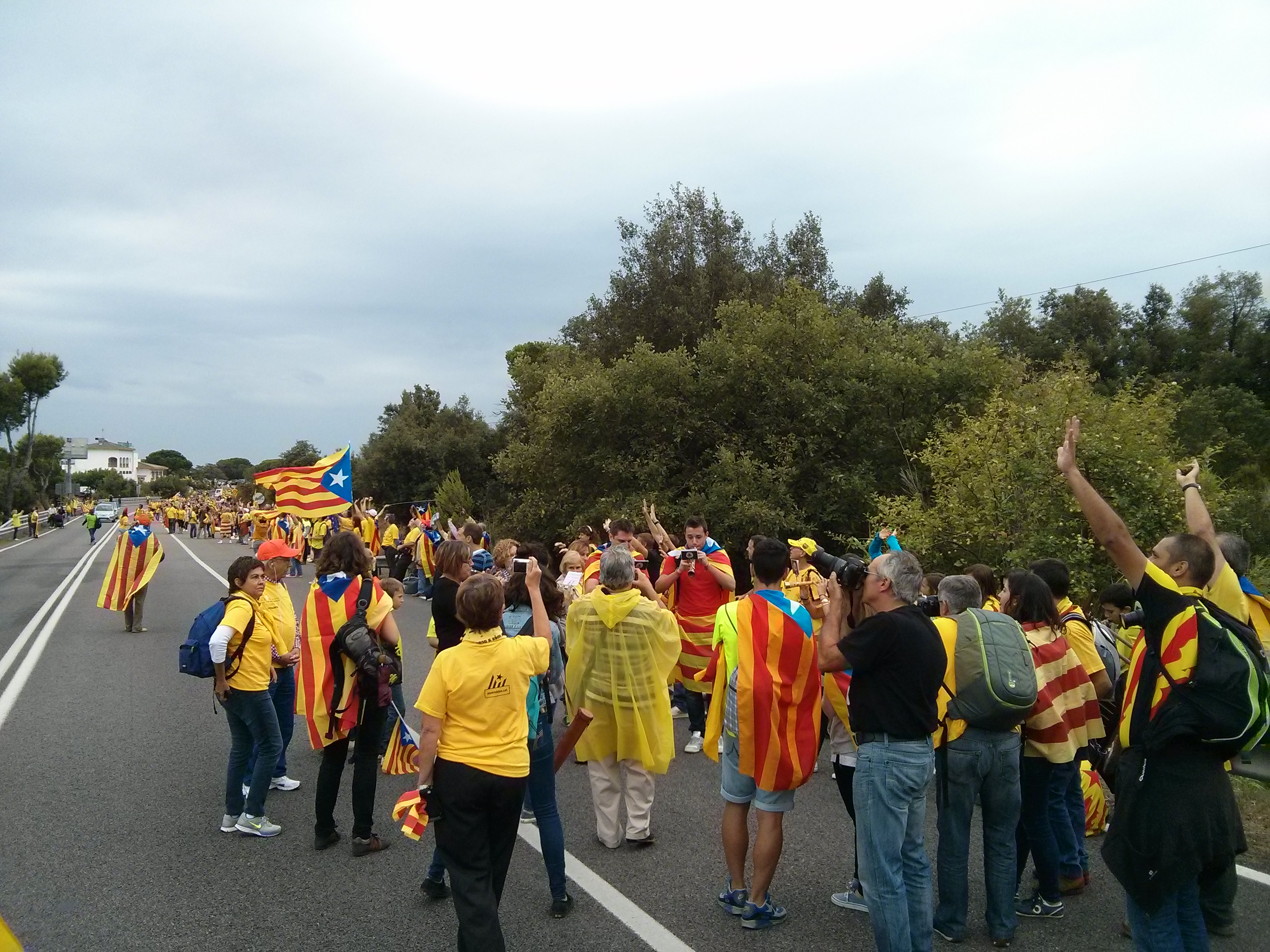
パラフォルズ（英語版）
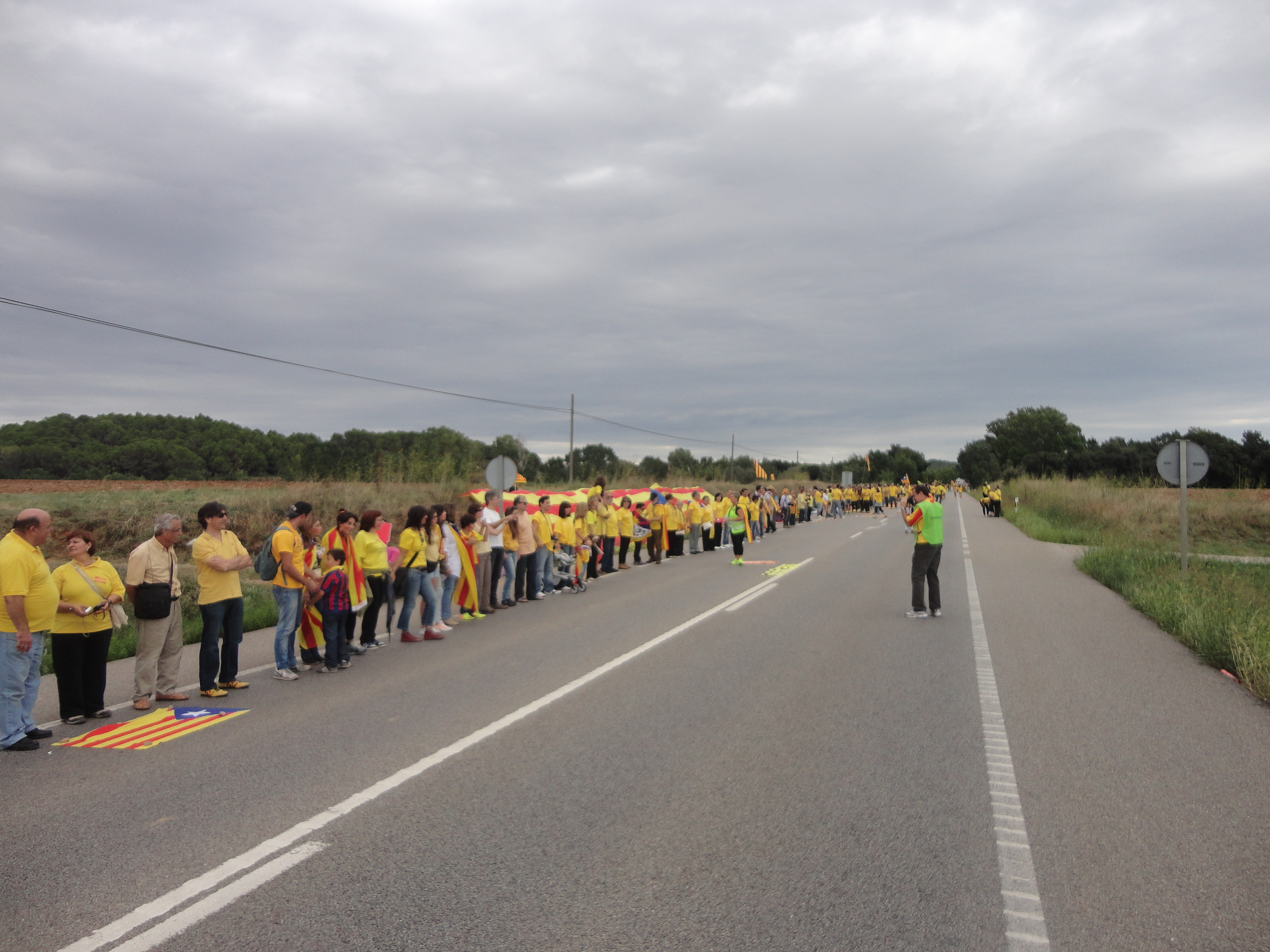
プントス（英語版）
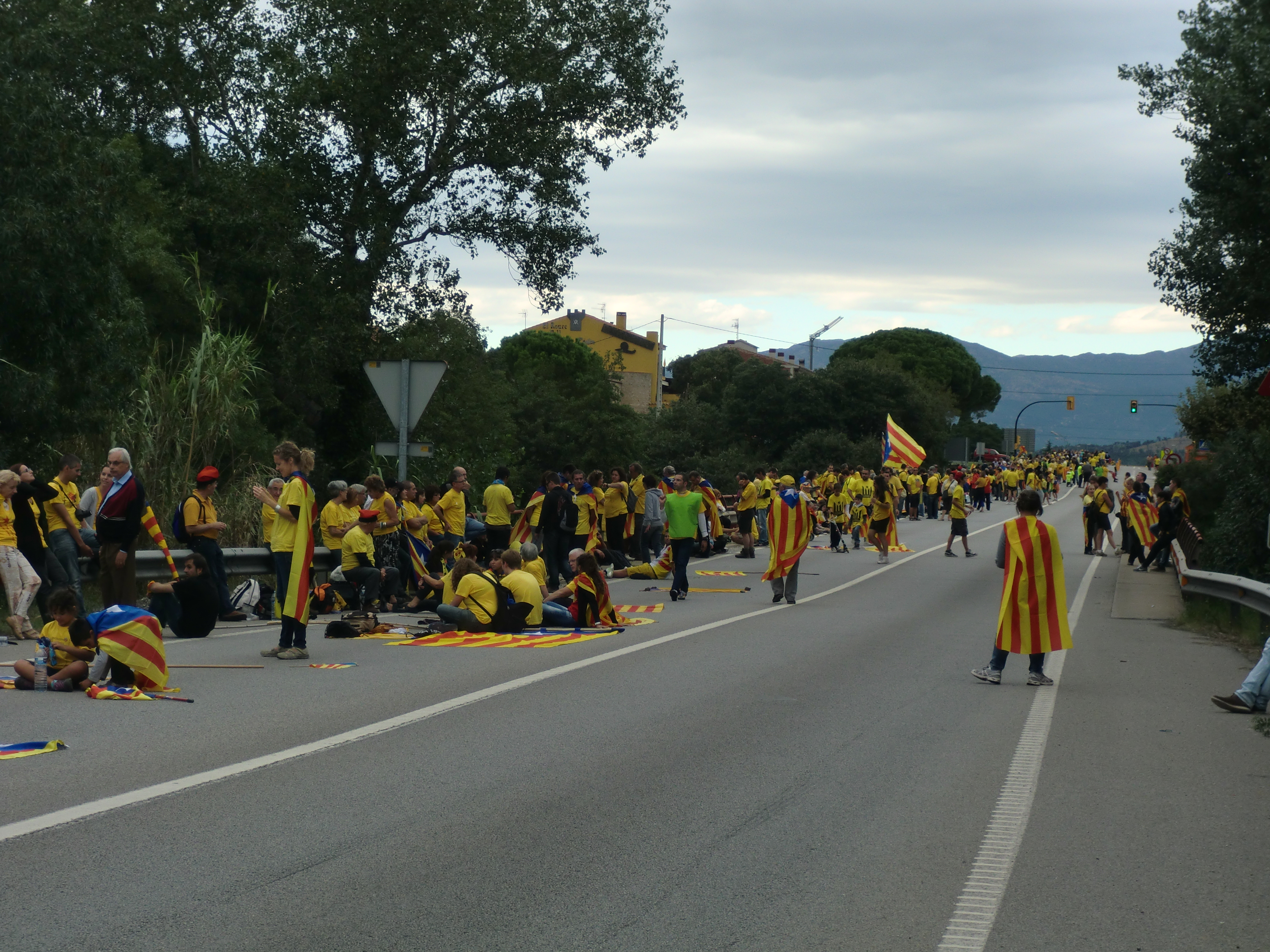
ポント・ダ・モリンズ（英語版）
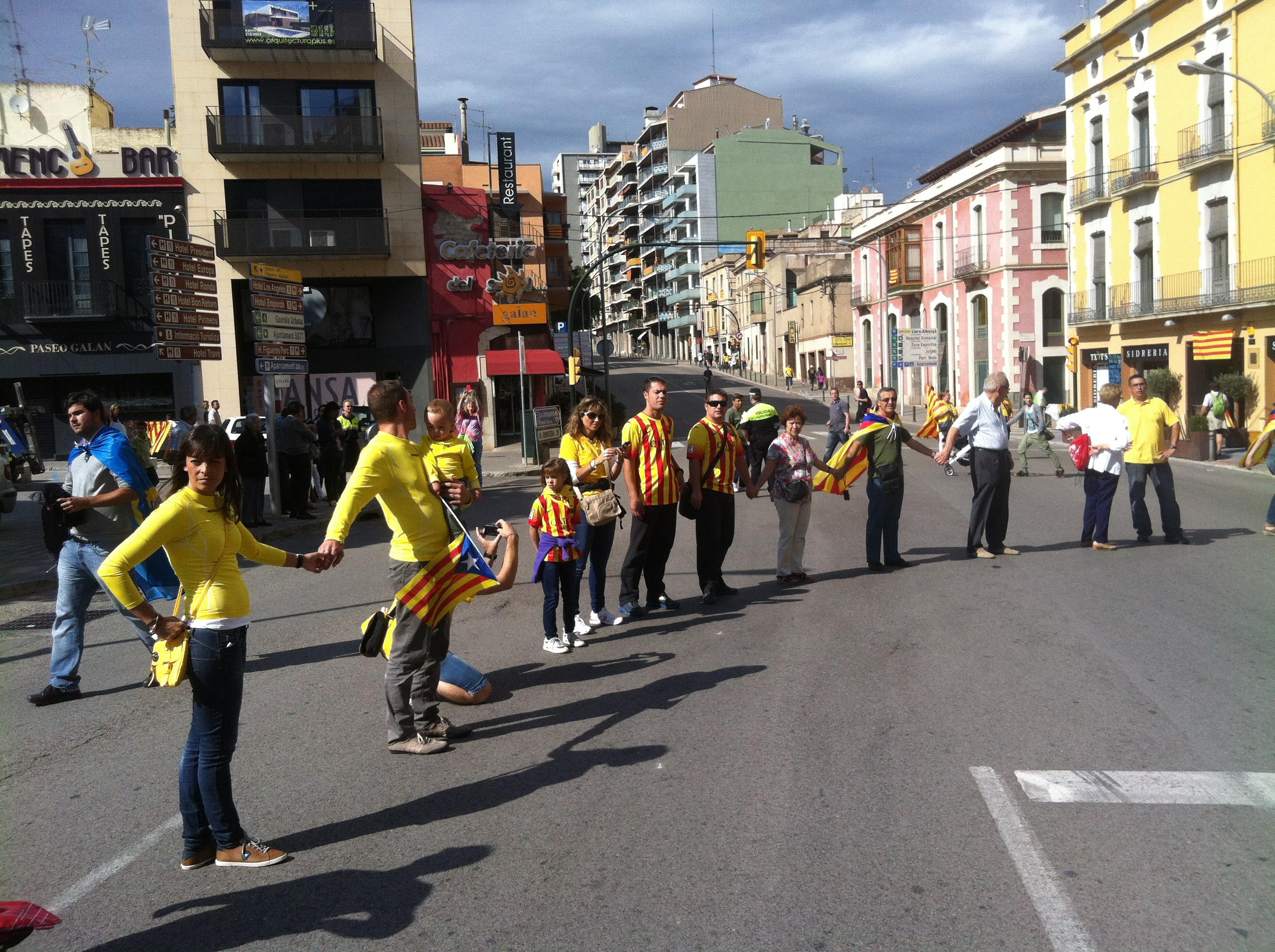
ジローナ県フィゲラス

#### 支線
本線に加えて、フランス領カタルーニャのル・ブルに至る支線、バレンシア州カステリョン県ビナロスに至る支線が作られた。カタルーニャ国民会議北カタルーニャ支部が支線をペルトゥスからアル・ボローまで伸ばし、バレンシア州のいくつかの民間組織はアクシオー・クルトゥラル・ダル・パイス・バレンシアと連携して、ビナロスまでの支線を準備した。

#### 世界各国の「カタルーニャの道」
カタルーニャ国民会議外国支部はスペイン国外のカタルーニャ人コミュニティと協同し、2013年8月1日から9月11日の間に世界各国の116以上の都市で「カタルーニャの道」を組織した。8,000人以上のカタルーニャ人と、非カタルーニャ人のカタルーニャ独立支持者が参加している。
- 北アメリカ[33]
  - トロント、バンクーバー、モントリオール（カナダ）、アトランタ、ボストン、ボルダー、シカゴ、シンシナティ、ダラス、ヒューストン、インデペンデンス（英語版）、ロサンゼルス、マイアミ、ミネアポリス、ニューヨーク、ローリー、サンフランシスコ、シアトル、ワシントンD.C.（アメリカ合衆国）、グアダラハラ、メキシコシティ、プエブラ、トゥルム（メキシコ）、マナグア（ニカラグア）、パナマ・シティ（パナマ）、サンホセ（コスタリカ）
- 南アメリカ[33]
  - アスンシオン（パラグアイ）、ボゴタ、メデリン（コロンビア）、ブエノスアイレス、カステラール（英語版）、コルドバ、パラナ、ロサリオ（アルゼンチン）、クリチーバ、リオデジャネイロ、サンパウロ（ブラジル）、リマ（ペルー）、モンテビデオ（ウルグアイ）、キト（エクアドル）、サンティアゴ（チリ）
- ヨーロッパ[33]
  - アンドラ・ラ・ベリャ（アンドラ公国）、アテネ（ギリシャ）、ベルゲン、オスロ、トロンハイム（ノルウェー）、ベルリン、ケルン、フランクフルト、ハンブルク、マンハイム、ミュンヘン（ドイツ）、ブリュッセル（ベルギー）、ブダペスト（ハンガリー）、コペンハーゲン（デンマーク）、コーク、ダブリン（アイルランド）、デン・ハーグ（オランダ）、ドゥブロヴニク、ザダル（クロアチア）、ジュネーヴ、ローザンヌ、チューリヒ（スイス）、ヨーテボリ、ストックホルム（スウェーデン）、ヘルシンキ（フィンランド）、リスボン（ポルトガル）、リュブリャナ（スロベニア）、エディンバラ、ロンドン、マンチェスター（イギリス）、ルクセンブルク（ルクセンブルク）、パリ、パリ＝ユーロ・ディズニー、リヨン、トゥールーズ（フランス）、プラハ（チェコ）、レイキャヴィーク（アイスランド）、アルゲーロ、ローマ、ヴェネツィア（イタリア）、サライェヴォ（ボスニア・ヘルツェゴビナ）、シュチェチン（ポーランド）、ウィーン（オーストリア）
- アフリカ[33]
  - ヨハネスブルク（南アフリカ）、ンブール（セネガル）、セレクンダ（ガンビア）
- アジア[33]
  - ドーハ（カタール）、ドバイ（アラブ首長国連邦）、イェルサレム（イスラエル）、バンコク（タイ）、香港（香港）、北京、広州、上海、瀋陽（中国）、エベレスト、ポカラ（ネパール）、ソウル（韓国）、東京（日本）
- オセアニア[33]
  - オークランド、ウェリントン（ニュージーランド）、ブリスベン、メルボルン、パース、シドニー（オーストラリア）

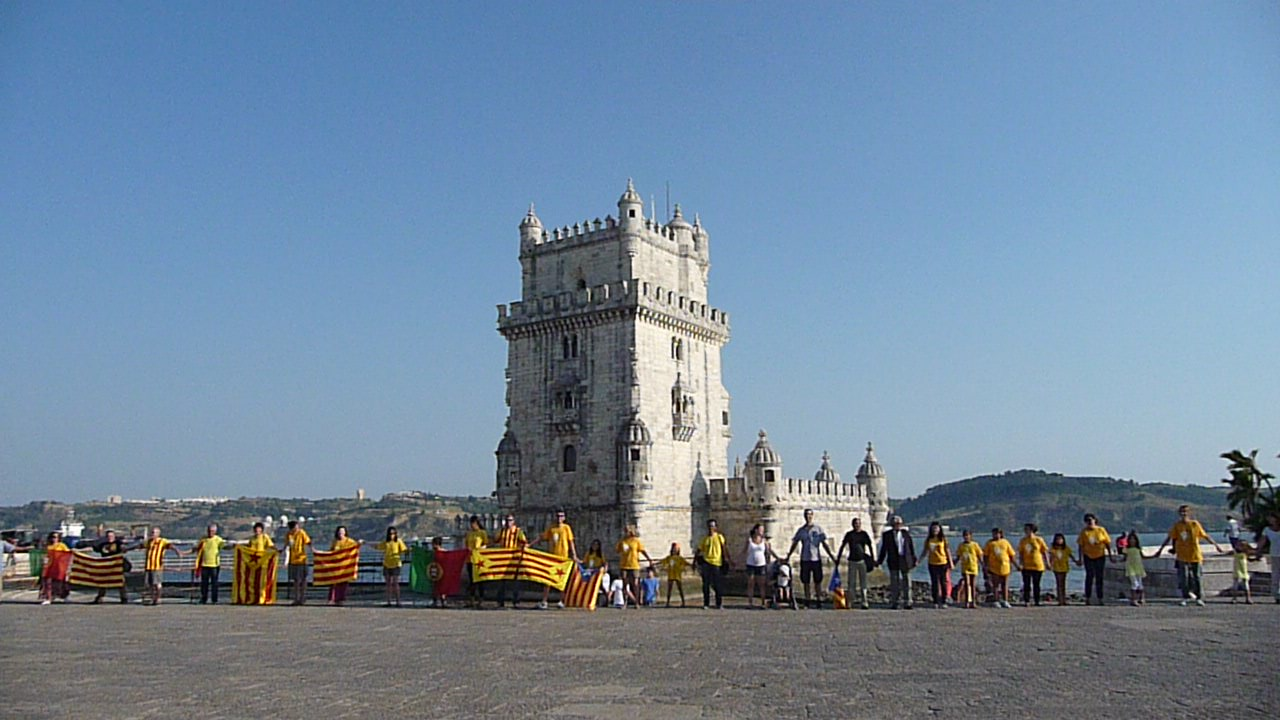
リスボン（8月30日）
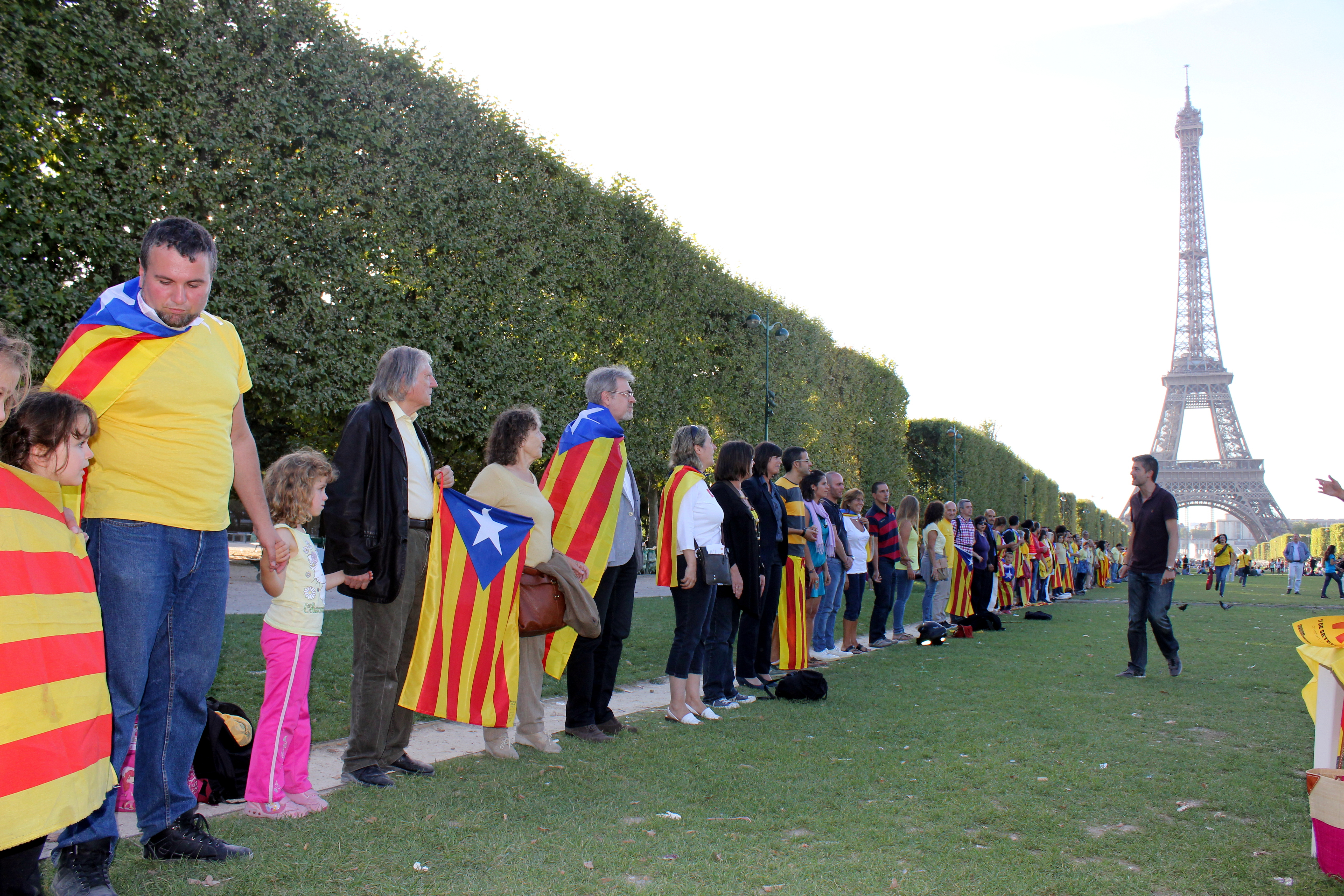
パリ（9月2日）
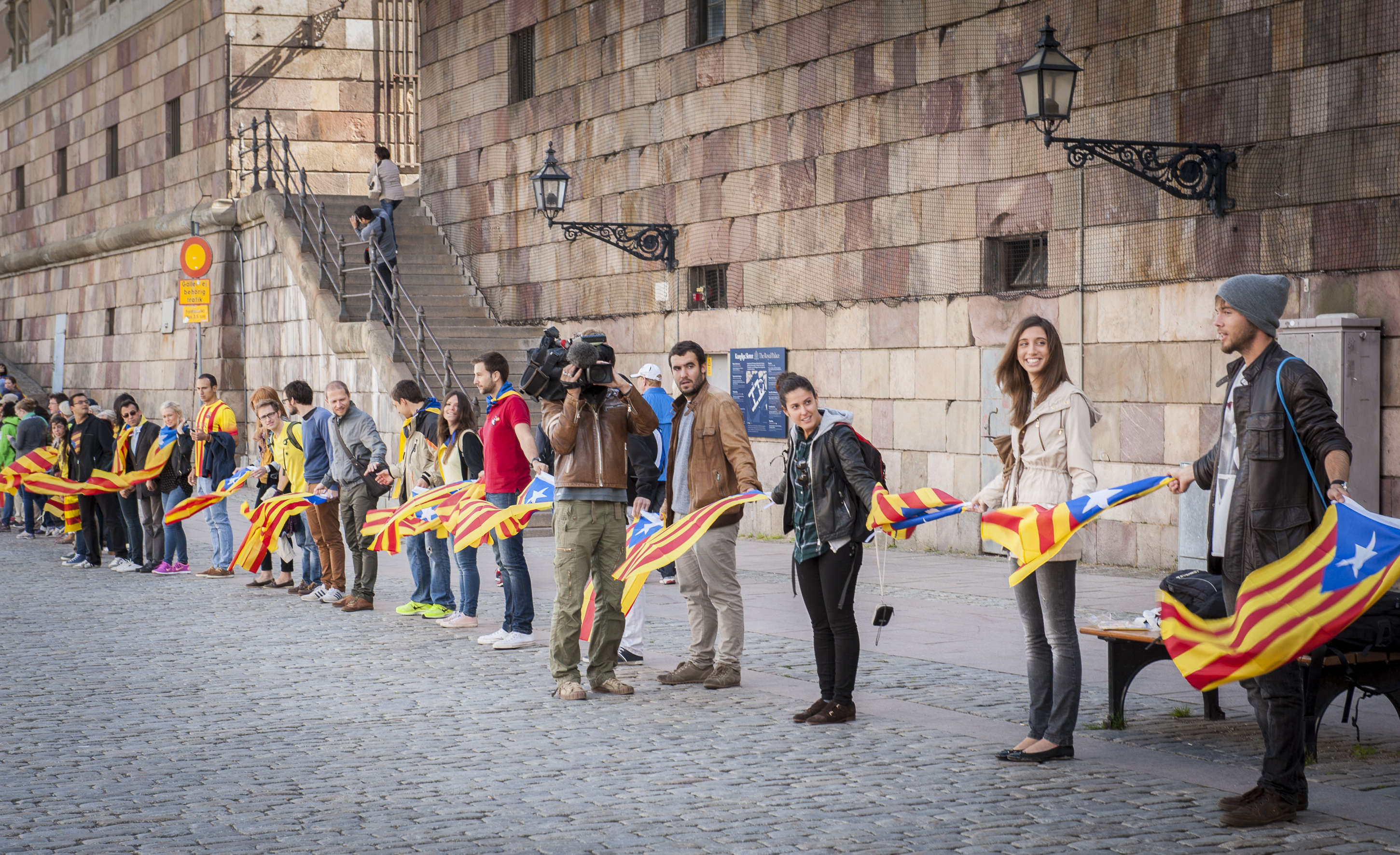
ストックホルム（8月31日）
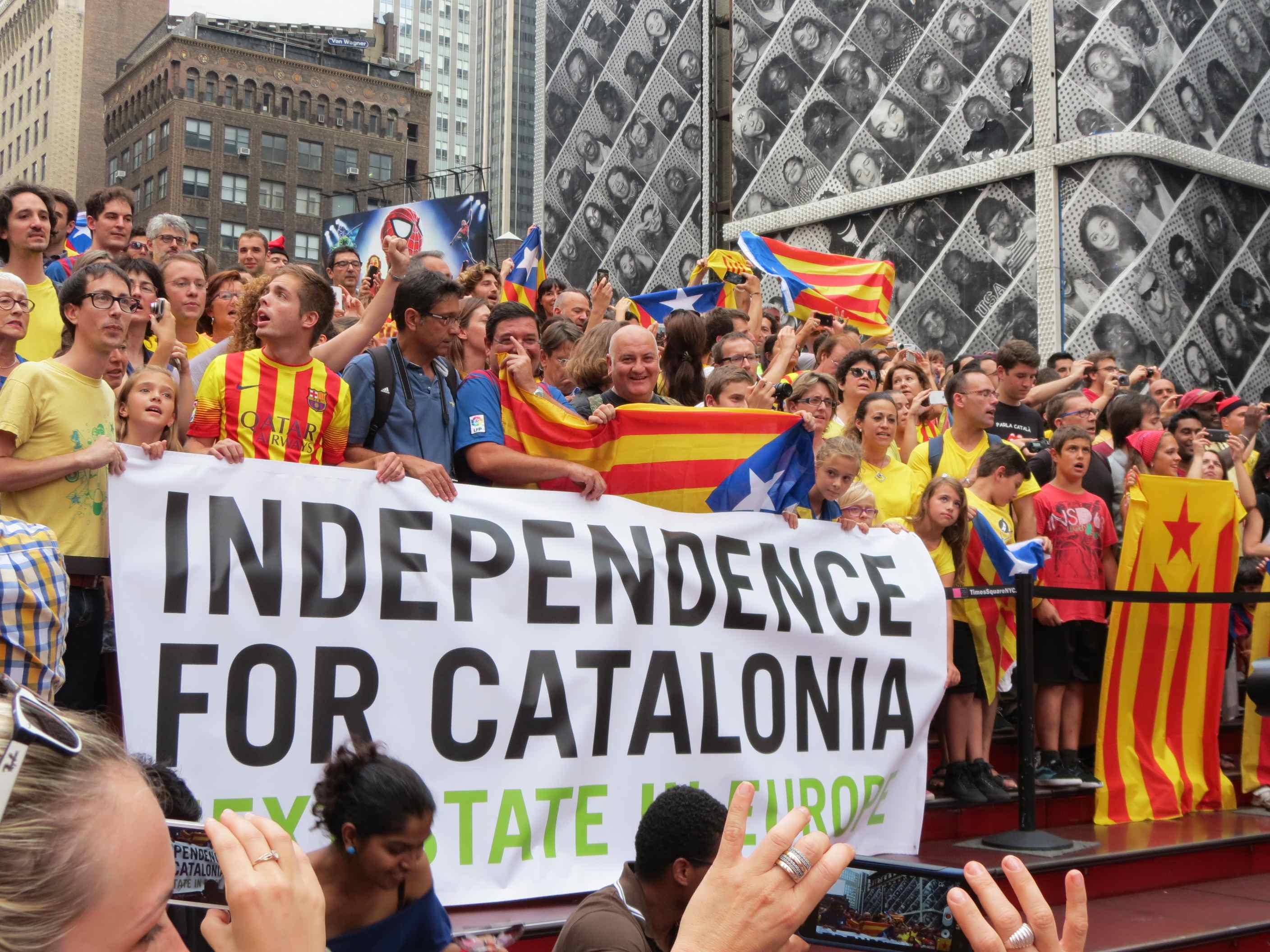
ニューヨーク、タイムズ・スクエア（8月31日）

### 独立反対派の反応
カタルーニャ独立反対派の市民団体である12-O Moviment Cívicは、サグラダ・ファミリア前広場で「スペインの団結」や「独立賛成派の鎖を断つこと」を目的とするデモを呼び掛けていたが、カタルーニャ州政府内務省は安全上の理由から、「カタルーニャの道」と同時に同一地点で行われる予定だった独立反対派のデモを容認しなかった。
「カタルーニャの道」と同日の9月11日、15人の極右活動家はマドリードのカタルーニャ政府施設で、フランコ体制下に存在したファランヘ党や2006年設立の国家同盟の旗を掲げた。極右運動家は「奴らは俺らを欺かない。カタルーニャはスペインだ」(No nos engañan, Cataluña es España)と叫び、唐辛子スプレーを投げ込んだ。このカタルーニャ政府施設では家具が損害を受け、カタルーニャ州から選出されていた欧州議会議員のジュゼップ・サンチェス・イ・リブレなどが襲撃された。この事件では医師らが神経衰弱に陥った人、打撲を受けた人、スプレーで目を刺激された人の3人の治療にあたった。負傷した人の中には高齢者と5歳の少女がいた。

## 影響

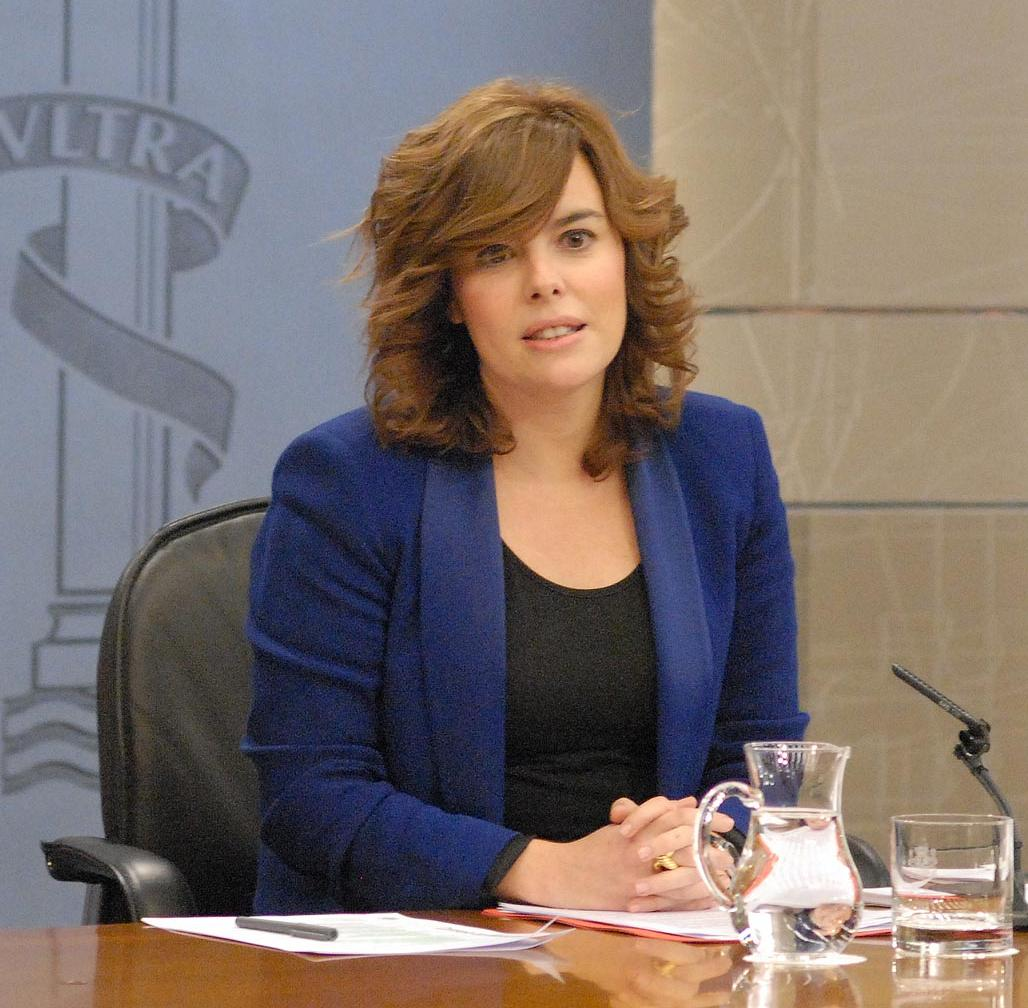
声明を出したスペイン政府スポークスパーソンのソラヤ・サエンス・デ・サンタマリーア

### 政界の反応
カタルーニャ国民会議は9月12日、カタルーニャ州政府はカタルーニャ州で実施する住民投票の日付を質問を決めるべきであると主張し、その質問は「『はい』か『いいえ』で答えられるべき」であるとした。カタルーニャ州政府首相府相兼スポークスパーソンのフランセスク・オムズも9月12日、「年末までに（住民投票の）日付と質問を決めるべき」とした。
スペイン政府副首相兼スポークスパーソンのソラヤ・サエンス・デ・サンタマリーアは9月12日、スペイン政府幹部は「（デモ参加者だけでなく）あらゆるスペイン人の声を聞く義務がある」とし、デモに参加せずに家で過ごしていた「声なき大多数」のカタルーニャ住民に言及した。スペイン政府外務大臣のホセ・マヌエル・ガルシア＝マルガーリョは、カタルーニャの道が「呼びかけ、組織化、計画、情報伝達の点で成功した」ことを認めたが、スペイン国家はカタルーニャの住民投票を受け入れないだろうとした。

### 国際的な反応

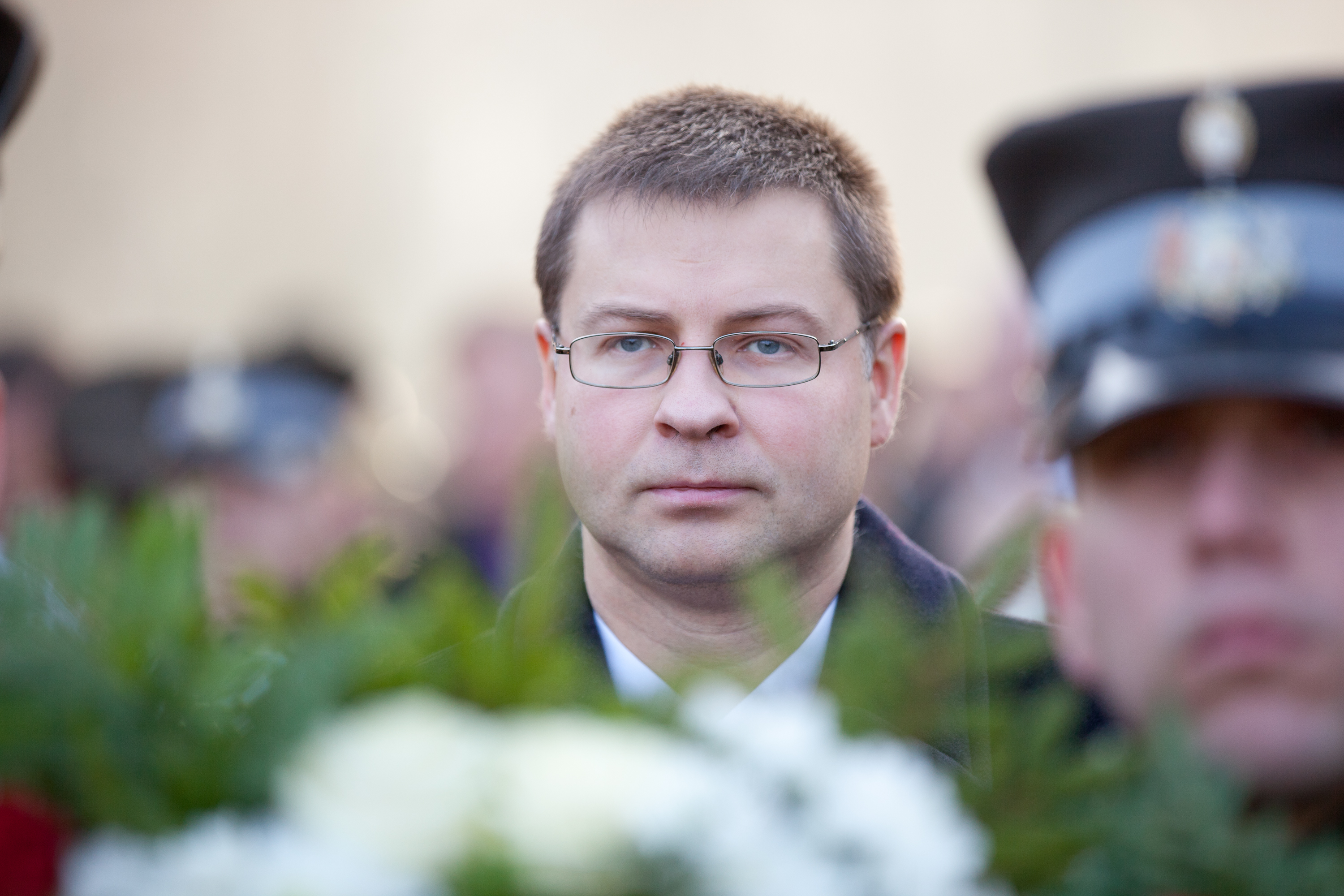
デモに好意的な発言をした後に内容を修正したラトビアのドンブロウスキス首相

EUの欧州委員会のスポークスパーソンであるオリヴィエ・バイリー(Olivier Bailly)は、「カタルーニャの道」に対して敬意を示し、デモの重要性を認識すると述べたが、一方でEU首脳部は加盟国の内政には干渉しないことを念押しした。
ラトビアのヴァルディス・ドンブロウスキス首相は、もし正当なプロセスにしたがって独立宣言を行った場合には、カタルーニャを独立国家として認識すると述べた。しかし、ラトビアはカタルーニャ問題をスペインの内政問題であるとし、ドンブロウスキス首相の報道官は後に、「カタルーニャ問題に対する支持を示す代わりに、中立を保つことを試みている」とした。スペイン政府は在マドリードのラトビア大使を呼び出し、ドンブロウスキス首相の発言の説明を求めた。
9月14日、リトアニアのアルギルダス・ブトケヴィチュース首相はカタルーニャについて「それぞれの国は独自の道を見つけ、自己決定権を保持する必要がある。（中略）私は連帯と自己決定を表現するあらゆる平和的な方法を歓迎する」と述べた。ブトケヴィチュース首相はさらに、カタルーニャ独立デモがリトアニアの先例に着想を得ていたことは大いに満足であるとした。スペインのガルシア＝マルガーリョ外務大臣による外交的圧力の後、リトアニアの外務大臣はリトアニアの立ち位置について、スペインのメディアに「偏向と誤った解釈を懸念している」とする声明を出した。この声明では「ソビエト連邦がバルト三国を占領したことをスペインの状況と比較することはできない。スペインは民主主義国家であり、EUの一員であり、EUとNATOにおける我々の緊密なパートナーである」とも述べた。さらに、スペインの内政問題は「民主的に、スペイン国内の法的手段にしたがって、憲法を尊重して解決されるべき」であるとした。

### 独立運動のその後
1年後の2014年9月11日には、バルセロナ市街地に「V」の人文字を作るカタルーニャの道2014が開催された。その2か月後の2014年11月には2014年カタルーニャ独立住民投票が非公式ながら実現している。独立への是非が単一の争点となった2015年9月の2015年カタルーニャ自治州議会選挙では独立賛成派の政党が過半数の議席を獲得し、11月9日にはカタルーニャ独立手続き開始宣言を行った。2016年1月にはカルラス・プッチダモンがカタルーニャ州新首相に就任し、独立国家建国の過程を推し進めて 18か月で「カタルーニャ共和国」を建国すると語った。